# Konstantinos Kavafis
Konstantinos Kavafis (Κωνσταντίνος Πέτρου Καβάφης, Konstandínos Pétrou Kaváfis) född 29 april 1863 i Alexandria, död 29 april 1933 i Alexandria, var en grekisk lyriker, känd för sina 154 dikter.

## Liv och verk
Konstantinos Kavafis bodde i Liverpool åren 1872–1879. Familjen flyttade sedan till Alexandria (1879–1882), där Kavafis en tid studerade vid Hermis Lyceum. Därefter flyttade de till Istanbul (1882–1885), innan Kavafis själv flyttade tillbaka till Alexandria för gott. Kavafis studerade litteratur och historia och intresserade sig speciellt för grekisk litteratur och kultur. Därför valde han senare att bli grekisk medborgare. Han arbetade en kort tid för tidningen Telegraphos, liksom för den egyptiska börsen, och 1892–1922 arbetade Kavafis på det egyptiska ministeriet för offentlig verksamhet. Hans första utgåva var 14 dikter (1904). Han gav ut ytterligare en diktsamling före sin död, men förblev relativt okänd tills en omfattande postum utgåva, Ta poiímata, publicerades 1935.

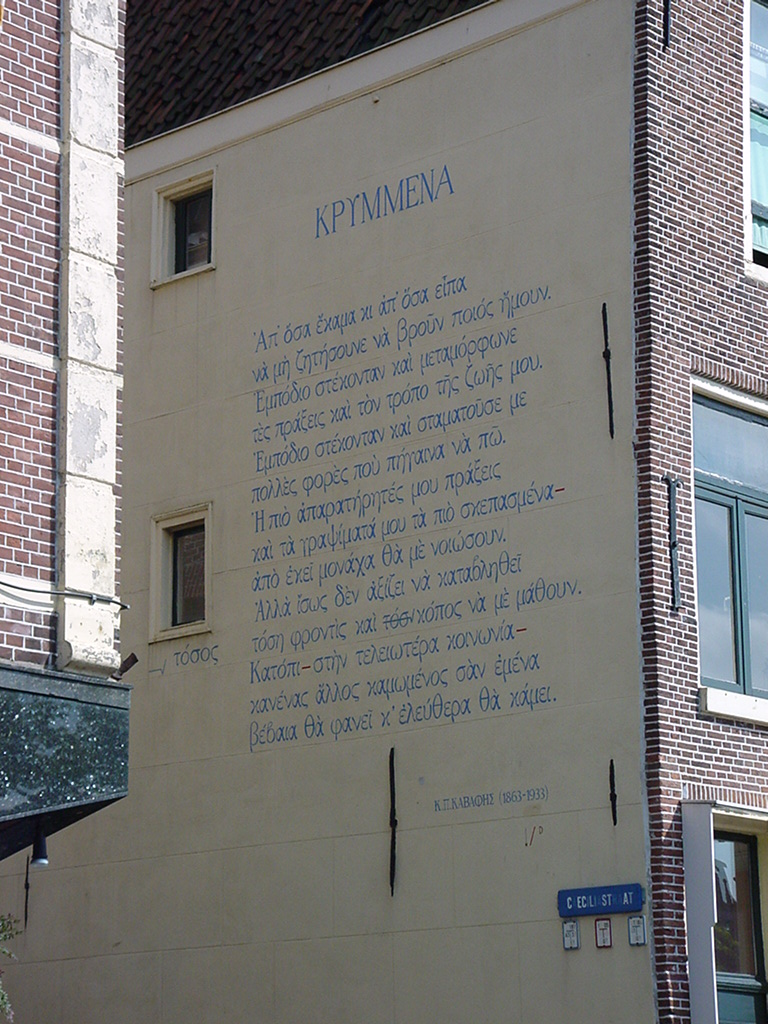
Konstantinos Kavafis dikt Κρυμμενα (Dolda ting) som väggdikt på Turfmarkt 6 i Leiden.

1994 förärades en av hans dikter en plats som väggdikt på Turfmarkt 6, i hörnet av Caeciliastraat, i den holländska staden Leiden.